# فانيلسون
فانيلسون دي ليما سيلفا المعروف بـفانيلسون مواليد 26 أغسطس 1990 في البرازيل، هو لاعب كرة قدم برازيلي يلعب حالياً في نادي الهدى السعودي.

## روابط خارجية
- فانيلسون على موقع قاعدة بيانات كرة القدم.إي يو (الإنجليزية)
- فانيلسون على موقع Soccerway.com (الإنجليزية)